# Ilja Repin

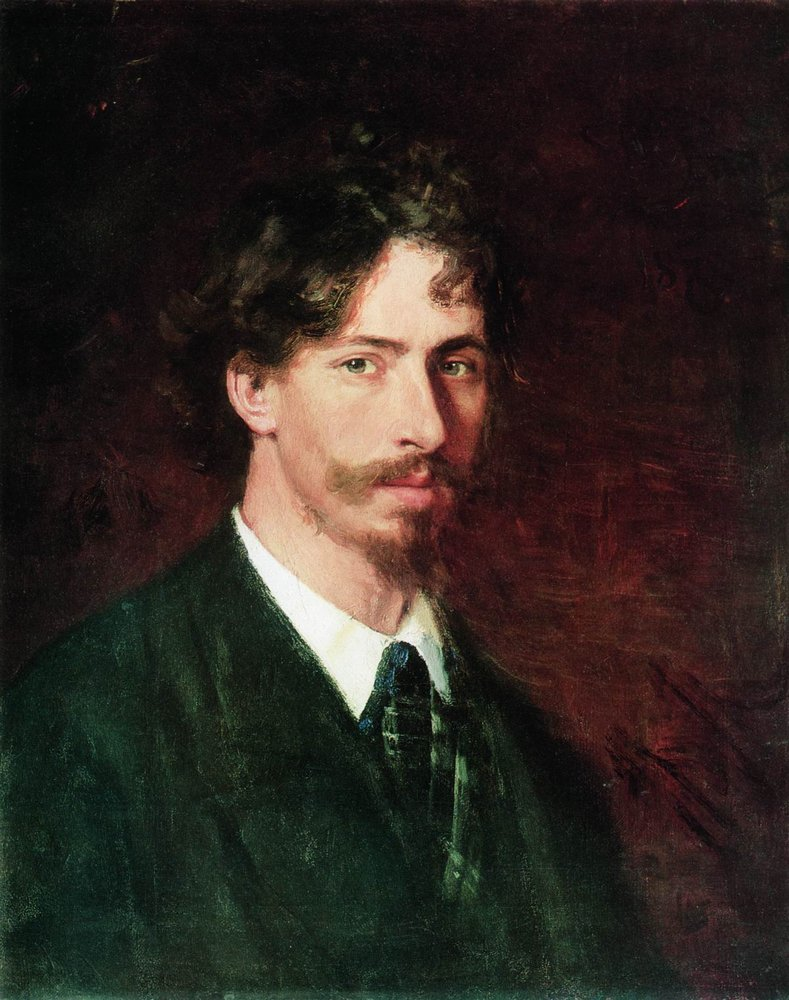
Ilja Repin – Självporträtt 1878.

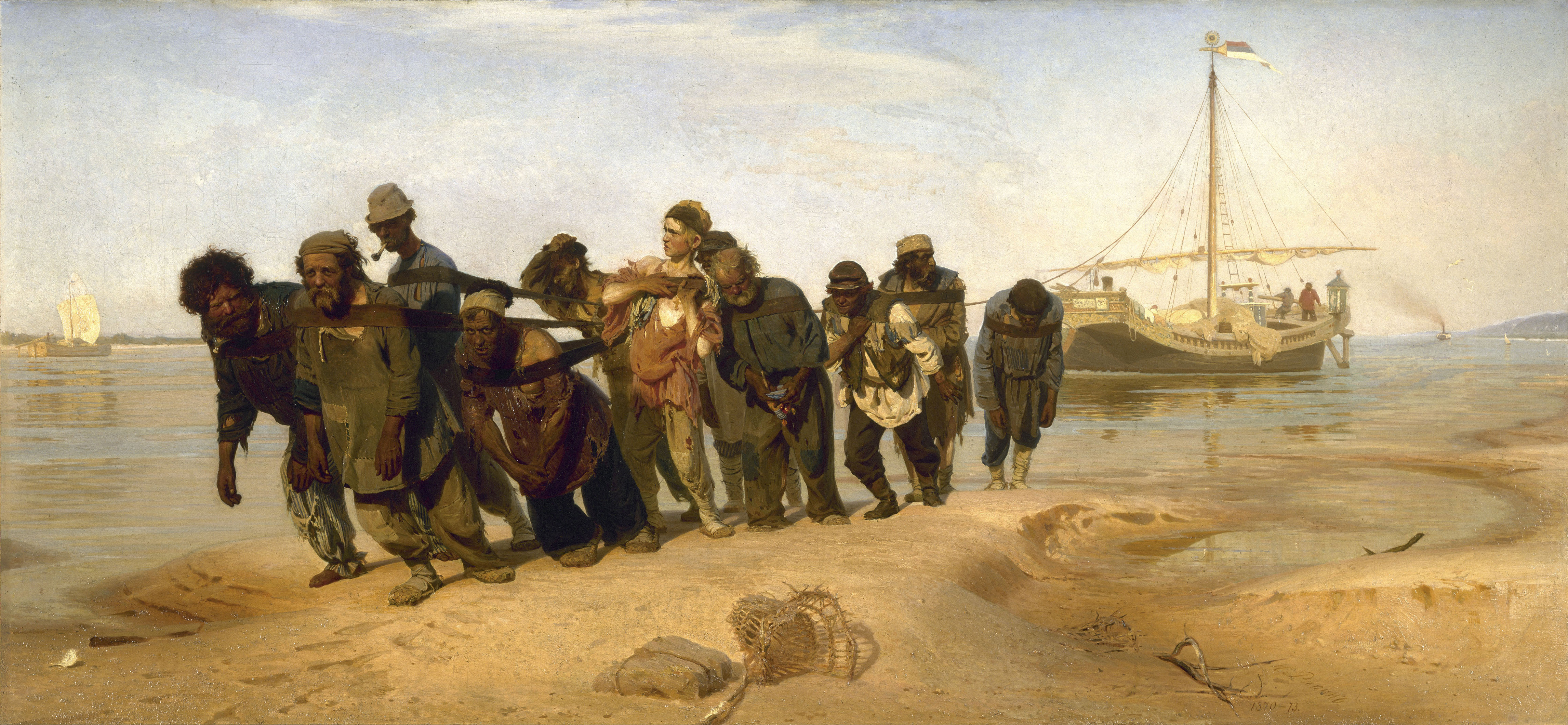
Pråmdragarna på Volga.

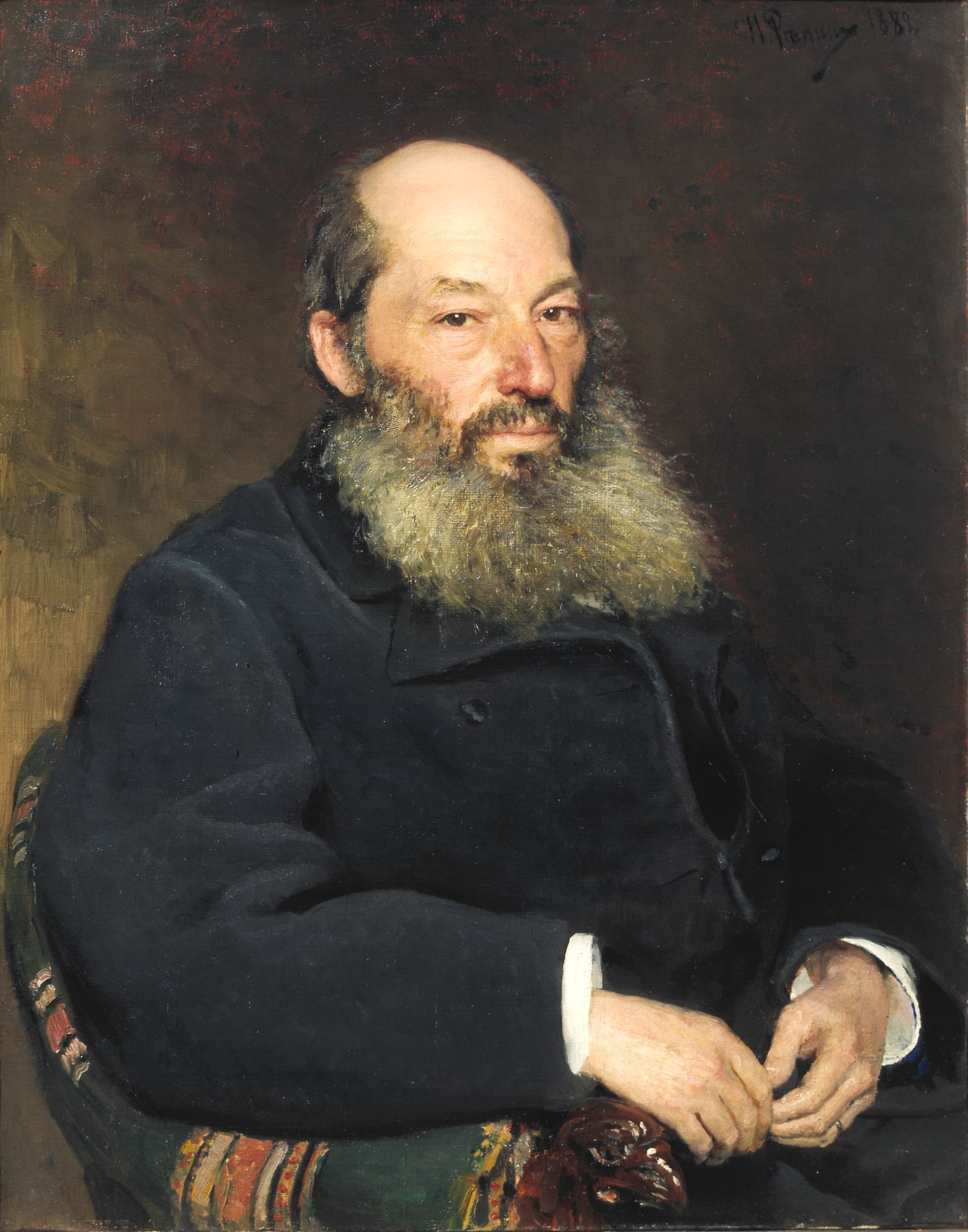
Porträtt av författaren Afanasij Fet målat av Ilja Repin

Ilja Jefimovitj Repin (ryska: Илья Ефимович Репин, ukrainska: Ілля́ Юхи́мович Рє́пін), född 5 augusti (24 juli g.s.) 1844 i Tjugujev i närheten av Charkov (nu Charkiv) i Guvernementet Charkov, Lillryssland, Kejsardömet Ryssland (nuvarande Charkiv oblast, Ukraina), död 29 september 1930 i Kuokkala (Terijoki), Finland, var en rysk konstnär (ansåg sig själv komma från kosack-polsk ulansläkt), och var en av nyckelfigurerna inom den ryska realismen.

## Bakgrund och utbildning
Ilja Repin var son till en fattig officer av gammal kosacksläkt. Han började som konstnär med att biträda en helgonmålare, lyckades så komma till Sankt Petersburg och studerade vid ryska konstakademien där 1865–1871, då han med målningen Jairi dotter vann ett resestipendium. Han fortsatte studierna i Paris och Rom, men återvände till Ryssland före stipendietidens slut.

## Karriär
Hemkommen 1873 målade han Pråmdragarna på Volga, en flock i trasor klädda män, gamla och unga, utsläpade, som en het sommardag drar en båt uppströms. Därefter följde andra samtidsskildringar som Rekrytens avsked (1880), Den döende soldatens hemkomst (1883), Kyrklig procession (med en gendarm till häst, som röjer väg för prästerna genom att slå omkring sig i folkmassan med en knutpiska, samma år) och Återkomst från Sibirien (1884).
Ofantligt uppseende väckte den fasansfulla skildringen av Ivan den förskräcklige mördar sin son (1885). Den helige Nikolaus hindrar en avrättning följde 1888. Med bred och robust humor skildrade Repin hur Zaporogiska kosacker författar ett grovt svar på en skrivelse från sultanen Muhammed IV. Repin hade med dessa och andra verk ställt sig i spetsen för den unga avståndstagande konstriktning, Peredvizjnikerna, som strävade till ett realistiskt framställningssätt och nationellt lynne. Trots att han var professor vid akademien, representerade han opposition mot skönmåleri och formalism. Han blev ungdomens hövding och konstlivets medelpunkt. Han målade fortfarande friska folklivsbilder, bland andra. Afton i Ukraina (en kvinna dansar i en stuga, full av bönder och spelmän), utförde teckningar till arbeten av Gogol, Tolstoj med flera och många karaktärsfulla och levande porträtt: Pisemskij, Garsjin, Stasov, Liszt, Rubinstein, Tolstoj (många olika, bland dem Tolstoj vid plogen).

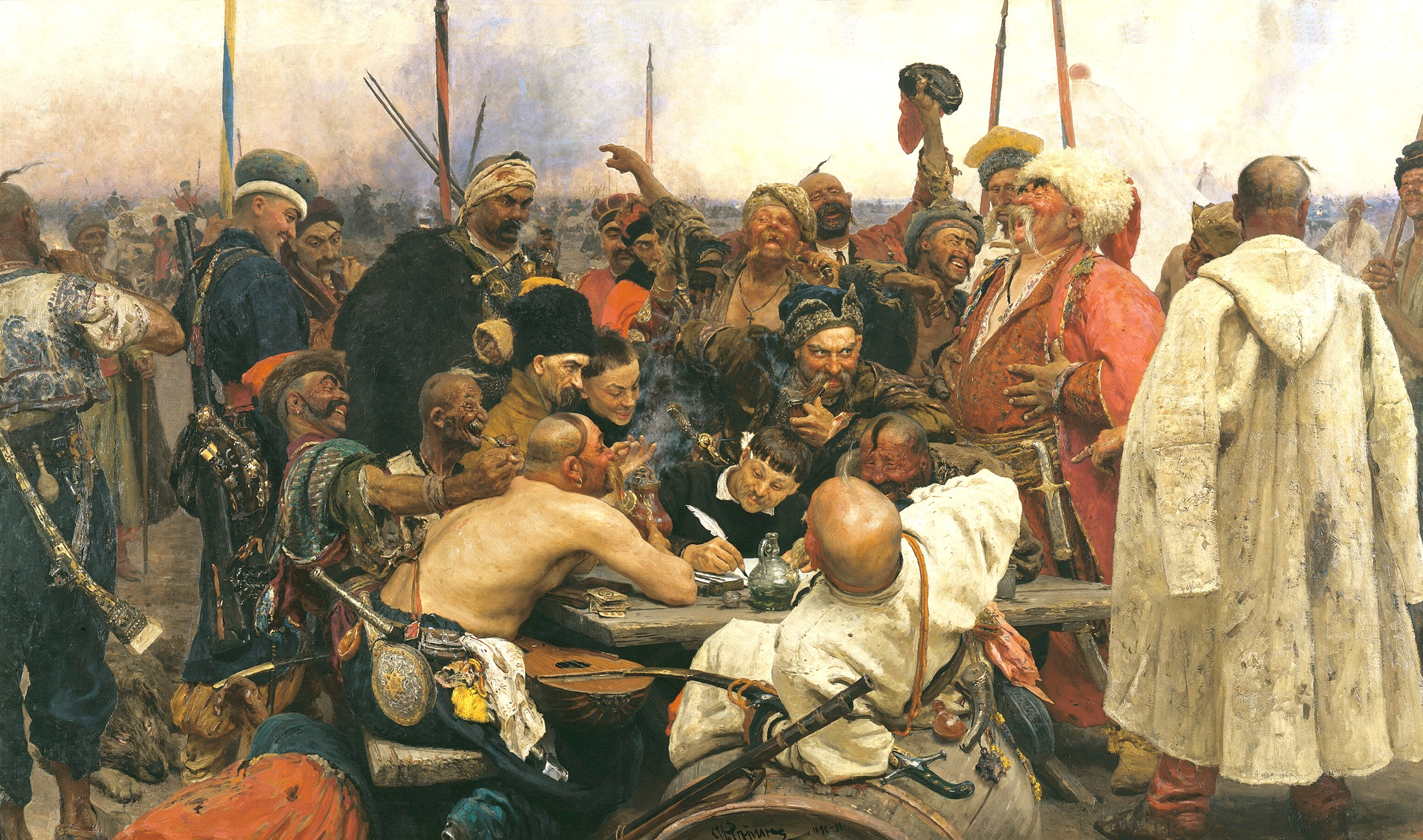
Zaporogkosacker skriver brev till den turkiske sultanen (1880-91).

Under 1890-talet frambröt nya riktningar och nya krafter i det ryska måleriet, i början av det nya århundradet följda av åter nya. I bredd med den stridslystna och radikala modernism, som då intog högsätet, bleknade Repins realism, och han själv sopades undan. De sista åren bodde han mest i sin villa Penaty vid Kuokkala (nuvarande Repino) vid Finska viken. Bland hans arbeten från de sista åren märks Den store hövdingen (Peter I till häst med trupperna som bakgrund, utställd 1910), Ett sammanträde i riksrådet (stor representationsbild) med flera.
Ilja Repin är representerad i Ryska statens museum i Sankt Petersburg (kosacktavlan, Tolstoj med flera) och framför allt i Tretjakovgalleriet i Moskva och Göteborgs konstmuseum. På Stockholmsutställningen 1897 (Allmänna konst- och industriutställningen på Lejonslätten på Djurgården) förekom Pråmdragarna, Rekrytens avsked och en replik av kosacktavlan. Han blev samma år ledamot av Akademin för de fria konsterna. Repin utgav sina levnadsminnen 1901.
När Finland blev självständigt efter ryska revolutionen valde Repin att stanna kvar i Kuokkala som då tillföll Finland och han avböjde flera erbjudanden att återvända till Ryssland med hänvisning till sin höga ålder. Efter sin död fick Repin kultstatus i Sovjetunionen och betraktades som en föregångare till den officiellt påbjudna socialistiska realismen.
Efter vinterkriget och fortsättningskriget tillföll Kuokkala Sovjetunionen och 1948 fick staden namnet Repino till minne av Repin.
Repins partner var den finlandssvenska-ryska författaren Natalia Nordmann.

## Utmärkelser
Asteroiden 2468 Repin är uppkallad efter honom.